# Nacho Cerdà
Ignacio Cerdà, meglio noto come Nacho (Barcellona, 1969), è un regista e sceneggiatore spagnolo.

## Biografia
Deve il successo al controverso cortometraggio del 1994, Aftermath che vede come tema affrontato la necrofilia. Un anno dopo aver prodotto il film, è stato accusato di essere la persona che ha diretto la famigerata pellicola sull'autopsia aliena. 
Tuttavia, l'accusa è stata ritirata subito dopo che si è scoperto che il vero regista di quelle riprese era Ray Santilli.

## Filmografia

### Regista

#### Cortometraggi
- The Awakening (1990)
- Aftermath (1994)
- Genesis (1998)
- The Machinist: Breaking The Rules - documentario (2005)
- Patucos - documentario (2005)
- The Beyond: Beyond and Back - Memories of Lucio Fulci - documentario (2015)

#### Documentari
- Ataúdes de Luz (2002)
- Pieces of Juan: An Interview with Director Juan Piquer Simón (2008)

#### Lungometraggi
- Las Olas, episodio del film Europe - 99euro-films 2 (2003)
- The Abandoned (2006)

## Riconoscimenti
- Premio Goya
  - 1999 – Candidatura al premio per il miglior cortometraggio di finzione a Genesis
- Sitges - Festival internazionale del cinema fantastico della Catalogna
  - 1998 – Premio miglior cortometraggio per Genesis
- Fantasia International Film Festival
  - 1997 – Premio miglior cortometraggio per Aftermath
  - 1998 – Premio miglior cortometraggio per Genesis
- Festival de Cine Fantástico de Málaga
  - 1999 – Premio miglior cortometraggio per Genesis